# 岐阜バスターミナル

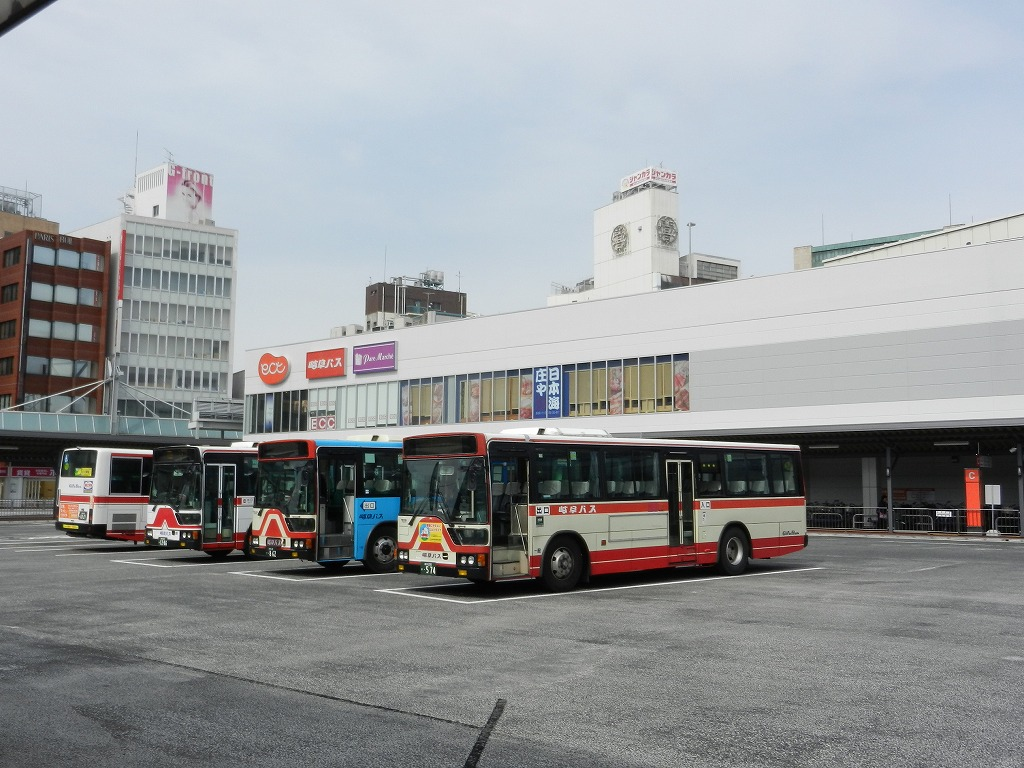
岐阜バスターミナル

岐阜バスターミナル（ぎふバスターミナル）は、かつて岐阜県岐阜市の名鉄岐阜駅（旧称新岐阜駅）にあった岐阜乗合自動車（岐阜バス）のバスターミナルである。旧称新岐阜バスセンター。
停留所名は駅名と同じ名鉄岐阜（めいてつぎふ）であり、同停留所には神田町通り（長良橋通り）の乗降場を含む。
2024年（令和6年）3月に発表の名古屋鉄道の中期経営計画で、岐阜バスターミナルとイクトを含む神田町街区の再開発の計画が公表された。岐阜バスターミナルは2024年9月30日に廃止。バスターミナルに乗り入れる路線バスと高速バスは名鉄岐阜のりばおよびJR岐阜駅バスターミナル発着に変更、併設する案内所と旅行センターは近隣のビジネスホテル内に移転した
。バスターミナル跡地は引き継ぎバス車両の待車スペースとして使用されている。

## 沿革
- 1946年（昭和21年） - 「新岐阜バスセンター」として、新岐阜駅の西・神田町通り隣接して開設。
- 1957年（昭和32年） - 新岐阜百貨店開業に伴い、新岐阜百貨店1階に移転。基本的に新岐阜バスセンターは新岐阜（現在の名鉄岐阜駅）発の郊外線のバスターミナルであり、発専用であった。
- 2005年（平成17年）1月29日 - 新岐阜駅が「名鉄岐阜駅」に改称。新岐阜バスセンターの名称はそのままであった。
- 2005年（平成17年）12月28日 - 新岐阜百貨店閉店。
- 2006年（平成18年）3月1日 - 新岐阜百貨店建物解体の為、神田町通り（長良橋通り）の東にあったバス出入口を南に変更。名称も「岐阜バスターミナル」に改称。乗降口の名称を数字からアルファベットに変更。
- 2007年（平成19年）3月29日 - JR岐阜駅北口にJR岐阜駅バスターミナルが開業。県外高速線を除くすべての路線がJR岐阜駅バスターミナルを経由するようになる（当初は当ターミナル始発便は長良橋通り上の「名鉄岐阜」には停まらなかったが、2012年(平成24年)4月より当ターミナル始発でかつ長良橋通り上のバス停を通る路線は長良橋通り沿いのバス停にも併せて停車するようになる。長良橋通りのバス停を通らない路線はこれまで通り入らない）。
- 2007年（平成19年）中期 - 旧新岐阜百貨店解体工事に伴い、仮設施設にて営業。
- 2008年（平成20年）4月1日 - 行先番号制開始、岐阜大学行直行バス・快速バスを当ターミナル始発とする。
- 2008年（平成20年）10月1日 - 本ターミナルに乗り入れるバスは「BT利用許可証」を所持するようになる。
- 2008年（平成20年）12月1日 - 施設を改修、バスの乗降位置（北側に変更）と仮設トイレの場所が変更された。
- 2009年（平成21年）4月1日 - バスの乗降位置が再び変更され、西側に戻った。
- 2009年（平成21年）7月1日 - 新たな定期バス案内所、岐阜バスターミナル旅行センターが完成。バスターミナルもロータリー方式に変更。
- 2024年（令和6年）9月30日 - この日をもって廃止[2][4]。

## 路線バスのりば
以下は、バスターミナル廃止時点である。
Aのりば
- 【C37】岐阜特別支援学校（平日のみ･学休日運休）
- ［スクールバス］岐阜聖徳学園羽島キャンパス、岐阜キャンパス
- ［高速］高山（岐阜バス・濃飛バスの共同運行）
- ［高速］新宿南口（バスタ新宿）
- ［臨時］岩井山かさ神（※毎月8日のみ運行）

Bのりば
- 降車場

Cのりば
- 【T60】［快速］イオンモール各務原
- 【O35】市立女子短大（大縄場大橋経由）
- 【O37】山田病院・寺田ガーデン（大縄場大橋経由）
- 【K49】城田寺団地
- 【K50】長良八代公園
- 【K55】粟野西5丁目

Dのりば
- ［高速］郡上八幡
- 【B65】日野西
- 【B74】大洞緑団地（北一色経由）
- 【N34】大洞緑団地（長良橋経由）
- 【B81】せき東山
- 【B83】岐阜医療科学大
- 【B87】中濃庁舎

Eのりば
- 【C72】岐阜大学・岐阜大学病院（直行便）
- 【C45】御望野
- 【C46】西秋沢
- 【C47】本巣市役所
- 【C48】宝珠ハイツ
- 【C49】谷汲山（※毎月18日のみ運行）

## 岐阜駅関係の他バス停
かつては事業者により分かれていた。
- 岐阜市営バス：JR岐阜駅北口の「岐阜駅北口」バス停
- 岐阜バス岐阜市内線、名鉄バス：名鉄新岐阜駅前神田町通りの「新岐阜」バス停
- 岐阜バス郊外線：新岐阜バスセンター（「新岐阜」バス停）

2007年3月29日、岐阜駅北口のバスのりばの改修工事が完成（JR岐阜駅バスターミナル）し供用開始。岐阜市のオムニバスタウン構想により、バスロケーションシステムが導入され、12箇所のバス乗降場が設置され40路線が乗り入れる。これに伴い、名鉄岐阜バス停の神田町通り1番のりば - 6番のりばもバスロケーションシステムに対応したポールに取り替えられる。また、JR岐阜駅西バス停が廃止された。
2008年4月1日のダイヤ改正によりJR岐阜駅南口に停車するバス会社路線はなくなった。
| 場所                              | バス停名                            | 乗降場 |
| --------------------------------- | ----------------------------------- | ------ |
| 名鉄岐阜駅併設 岐阜バスターミナル | 名鉄岐阜（岐阜バスターミナル）※廃止 | A - E  |
| 名鉄岐阜駅前神田町通り            | 名鉄岐阜（神田町通り）              | 1 - 6  |
| 岐阜駅北口前                      | JR岐阜                              | 1 - 15 |